# Фіатах Фінн

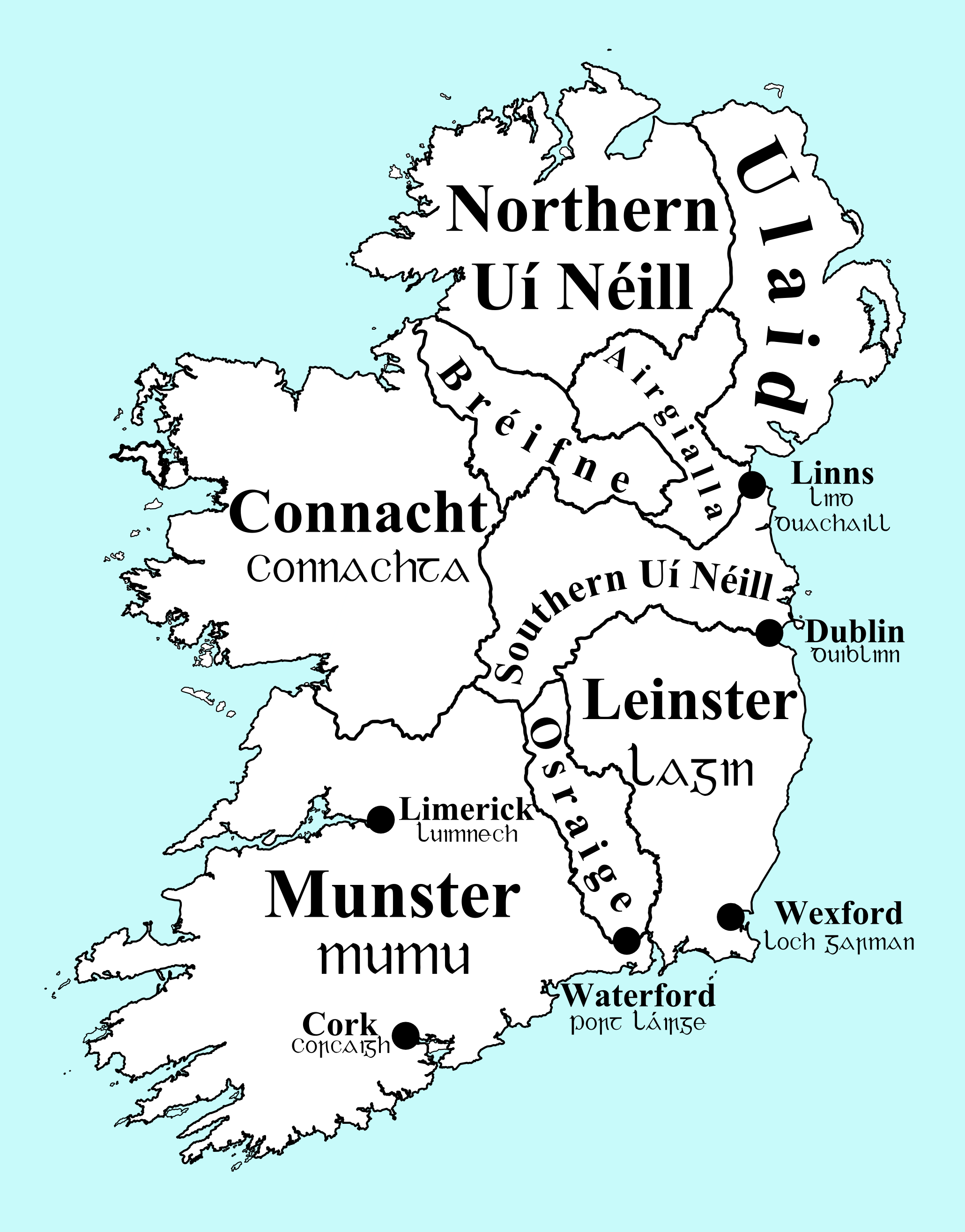
Карта Ірландії в давні часи. Показані регіональні королівства. Фіатах Фінн був королем Уладу і засновником династій короровств Уладу та Дал Фіатах.

Фіатах Фінн — Фіатах Фінн мак Дайре (ірл. Fiatach Finn mac Dáire) — верховний король Ірландії. Роки правління: 25 — 28 рр. н. е. (згідно з «Історією Ірландії» Джеффрі Кітінга) або 14 — 36 рр. н. е. (згідно з «Хроніками Чотирьох Майстрів»). Далекий нащадок Енгуса Туйрмеха Темраха (ірл. Óengus Tuirmech Temrach) — верховного короля Ірландії (роки правління: 262–232 до н. е.). Спочатку — король Уладу (Ольстера), потім — верховний король Ірландії. Був королем васального регіонального королівства Улад (північна Ірландія), коли Фередах Фіннфехтнах (ірл. Feradach Finnfechtnach) був верховним королем Ірландії. Захопив верховну владу, коли Фередах помер. Правив протягом трьох років. Потім був вбитий Фіаху Фіннолахом (ірл. Fíachu Finnolach).

## Родичі та нащадки
Фіатах Фінн мак Дайре був двоюрідним братом легендарного Ку Рої ((ірл. Cú Roí) і родичем легендарного Конайре Мора (ірл. Conaire Mór) з Ерайну та Дайріне (ірл. Érainn, Dáirine) — землі клану Дедад (ірл. Clanna Dedad). Роуїлсон посилаючись на книгу Глендалох (ірл. «Glendalough»  ) стверджує, що Фіатах Фінн мак Дайре був засновником клану Ку Рої. Нащадками Фіатах Фінн мак Дайре є клани Хогі (Хої), Донлеві (Дунлеві) та МакНулті (ірл. Haughey, Hoey, Donlevy, Dunleavy, MacNulty).